# Малкият принц (филм, 1966)
Малкият принц (на руски: Маленький принц, на литовски: Mažasis princas) е съветски игрален филм – притча по едноименната приказка на Антоан дьо Сент-Екзюпери. Първа филмова адаптация на тази творба.

## Сюжет
Философска приказка – притча по мотиви от приказката на Антоан дьо Сент-Екзюпери „Малкият принц“. Историята на запознанството на малко момче и пилот, който се разбива в пустинята.

## Създатели
- Сценарий: Арунас Зебрюнас
- Режисьор: Арунас Зебрюнас
- Оператор: Александрас Дигимас
- Художници на продукцията: Алгирдас Никиус, Виктория Бимбайте, Л. Гутаускас
- Композитор: Тейсутис Макачинас
- Звукоинженер: Петрас Липейк а

## Актьорски състав
- Евалдас Микалюнас – момче
- Донатас Банионис – възрастен
- Отар Коберидзе – пилот
- Инокентий Смоктуновски – текст зад кадър

## Критика
Както Нора Гал, преводачът на Малкия принц, заявява в статия от 1975 г., „Не бях единствената, която беше разочарована от филма, много неща бяха далеч от Сент. Екз – и публиката веднага го усети“.